# Krystyna Feldman
Pour les articles homonymes, voir Feldman.
Krystyna Feldman est une actrice polonaise, née le 1er mars 1916 à Lemberg (royaume de Galicie et de Lodomérie), morte le 24 janvier 2007  à Poznań (voïvodie de Grande-Pologne). Lors de la Seconde Guerre mondiale elle fut membre de l'Armia Krajowa, « l'armée de l'intérieur ».

## Biographie
Krystyna Feldman est née dans la famille de l'acteur de théâtre Ferdynand Feldman (1862-1919) et de la chanteuse d'opéra Katarzyna Feldman (1886-1974). Diplômée de l'Institut national d'art dramatique de Varsovie, elle débute sur scène à l'Opéra de Lviv en 1937. Elle joue également dans les théâtres de Łódź, Opole, Poznań, Cracovie et dans des spectacles télévisuels. Elle entre dans la résistance polonaise lors de la Seconde Guerre mondiale. 
Elle débute au cinéma en 1953, dans le film Celuloza de Jerzy Kawalerowicz. Actrice de genre, elle tient principalement des seconds rôles. En 1985, elle se fait remarquer dans Yesterday de Radosław Piwowarski. Au début des années 2000, le rôle de « Rozalia Kiepska » dans la série Świat według Kiepskich (Le Monde selon les Kiepski) d'Okił Khamidow lui amène un nouveau succès.
Elle a été récompensée par l'Aigle de la meilleure actrice, en 2004, pour le rôle-titre de Mój Nikifor.
Krystyna Feldman est morte d'un cancer du poumon le 24 janvier 2007. Elle repose au cimetière de Miłostowo (pl) à Poznań.

## Filmographie
- 1954 : Cellulose
- 1958 : Kalosze szczęścia : bigote
- 1960 : Chambre commune
- 1968 : La Poupée
- 1985 : Yesterday
- 1989 : Szklany dom
- 1990 : Pogrzeb kartofla
- 1990 : Śmierć dziecioroba
- 1991 : Latające machiny kontra Pan Samochodzik
- 1991 : Nad rzeką, której nie ma
- 1992 : Mama - nic
- 1993 : Człowiek z...
- 1995 : Horror w Wesołych Bagniskach
- 1995 : Łagodna
- 1998 : Złoto dezerterów
- 1999 : Par le fer et par le feu (Ogniem i mieczem) : une ukrainienne
- 2000 : C'est moi, le voleur : la grand-mère
- 2001 : Hiver 42 - Au nom des enfants : Wanda
- 2002 : Miodowe lata
- 2002 : Le Pianiste : Żydówka
- 2003 : Plebania : Madame Gienia
- 2003 : Ubu Król : La reine Rozamunda
- 2003 : Une vieille fable. Quand le soleil était un dieu : wróżka
- 2004 : Mój Nikifor : Nikifor Krynicki
- 2006 : Dublerzy : Mamie Gambini
- 2006 : Przybyli ułani : Janikowa
- 2007 : Na dobre i na złe : Madame Kazia
- 2007 : Ryś : Wizuch

## Récompenses
- Festival du film polonais de Gdynia de 2004:
  - Meilleur rôle féminin
- Orły:
  - Aigle de la meilleure actrice dans un rôle principal pour le rôle de Nikifor Krynicki dans Mój Nikifor, en 2004
  - Aigle de la meilleure actrice dans un second rôle pour le rôle de "Jaja" dans To ja, złodziej, en 2000
- Festival international du film de Karlovy Vary:
  - Meilleur rôle féminin (Mój Nikifor)
- Festival Stojary en 2005:
  - Grand Prix (Mój Nikifor)
- Pune International Film Festival:
  - Meilleure actrice (Mój Nikifor)
- Festival du Film de Rabbat:
  - Meilleure actrice (Mój Nikifor)
- Festival international du film de Valladolid:
  - Meilleure actrice (Mój Nikifor)
- Festival du Film de Manille:
  - Meilleure actrice (Mój Nikifor)
- Festival international du film de Karlovy Vary:
  - Meilleur rôle féminin  (Mój Nikifor)

## Distinctions et honneurs
- Croix de Commandeur de l'Ordre Polonia Restituta (11 novembre 2005).
- Géant de l'année 2004, par le magazine Gazeta Wyborcza.
- Décorée de l'Ordre du Sourire
- 1955 : Croix d'argent du Mérite polonais